# 黄面鸡
黄面鸡是中国山东德州市的一道传统菜肴。名字容易与黄焖鸡混淆，但并非同一种菜肴。制作流程为：首先将鸡剁成均匀的鸡块，洗清腌制，裹面粉，放入蛋液搅拌，之后下油锅炸至半熟，捞出。炸好的鸡块与配料下锅炖或蒸，熟透后即完成。制作黄面鸡需要先炸后炖两道工序，略有复杂。春节前后德州人民常吃此道菜品。

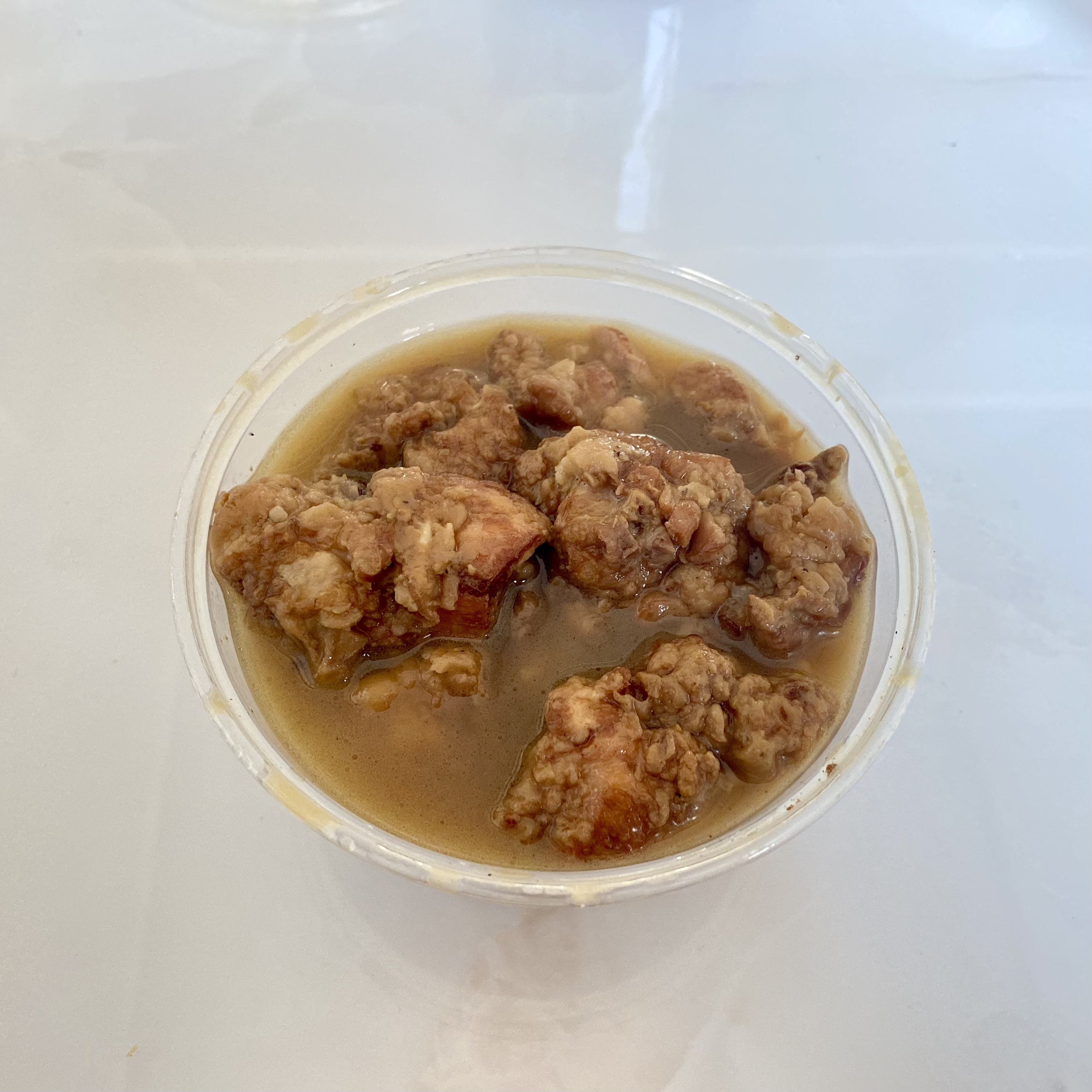
小份的黄面鸡